# Divoké rákosí
Divoké rákosí (v originále Les Roseaux sauvages) je francouzský hraný film z roku 1994, který režíroval André Téchiné podle vlastního scénáře. Film popisuje osudy několika dospívajících v roce 1962. Film byl uveden na filmovém festivalu v Cannes v sekci Un certain regard a získal několik ocenění César.

## Děj
Příběh se odehrává na francouzském venkově v roce 1962, kdy se zdá, že Francie prohraje válku o Alžírsko. Pierre Bartolo se vrátil dočasně z války, aby se oženil s Irène, ovšem jeho hlavním důvodem je za každou cenu se vyhnout návratu do války. Prosí učitelku Alvarezovou, která je komunistkou, aby mu pomohla dezertovat. Ta však odmítne. Její dcera Maïté se kamarádí s Françoisem. François, Pierrův mladší bratr Serge a Henri jsou spolužáci na místním lyceu a mají před maturitou. François se svěří Maïté, že je zamilovaný do Sergeho, se kterým strávil noc. Zároveň ho přitahuje i spolužák Henri, který je starší, neboť opakovaně propadl. Henri je repatriant z Alžírska, kde jeho otec zahynul, a podporuje OAS, čímž se dostává do konfliktu s učitelkou Alvarezovou, která podporuje nezávislost Alžírska. Všechny zasáhne smrt Pierra Bartola. Alvarezová si vyčítá, že mu nepomohla, Serge tráví více času s Irène. V den maturity Henri, který byl vyloučen ze školy, odjíždí za svou matkou do Marseille. Serge se chce usadit a mít ženu. François zůstává s kamarádkou Maïté.

## Obsazení
| Gaël Morel        | François Forestier  |
| Élodie Bouchezová | Maïté Alvarezová    |
| Stéphane Rideau   | Serge Bartolo       |
| Frédéric Gorny    | Henri Mariani       |
| Michèle Moretti   | učitelka Alvarezová |
| Jacques Nolot     | učitel Morelli      |
| Michel Ruhl       | pan Cassagne        |
| Eric Kreikenmayer | Pierre Bartolo      |
| Nathalie Vignes   | Irène, jeho nevěsta |
| Elodie Soulinhac  | Colette             |

## Ocenění
- Cena Louise Delluca
- César: kategorie nejlepší film, nejlepší režisér (André Téchiné), nejlepší scénář nebo adaptace (Olivier Massart, Gilles Taurand a André Téchiné), nejslibnější herečka (Élodie Bouchezová)
- Film byl dále nominován na cenu César v kategoriích nejslibnější herec (Frédéric Gorny, Gaël Morel, Stéphane Rideau) a nejlepší herečka ve vedlejší roli (Michèle Moretti).
- Film byl rovněž vybrán za Francii na cenu Oscar, ovšem do nominace se nedostal.